# Хендерсон (Невада)
Хе́ндерсон (англ. Henderson) — город в округе Кларк (Невада, США).
Это второй по величине город в штате Невада после Лас-Вегаса, по оценкам, численность населения города составляет 257 729 человек по данным 2010 года.
Город занимает юго-восточную часть долины Лас-Вегас и располагается на высоте около 410 м.
Площадь — 244,7 км².

## География
В 2006 году, по данным администрации города, фактическая площадь составляла 244,7 км².
Горы, которые окружают Хендерсон, в основном имеют пологие склоны. Недалеко от города проходит горный хребет Маккалоу (англ. Mccullough Range). Он имеет вулканическое происхождение. Средняя высота гор составляет около 1200 метров. Окружающий город ландшафт также представлен пустыней.

## Население
Возраст населения: 25,1 % менее 18 лет, 7,9 % 18—24 года, 32,5 % 25—44 лет, 24,4 % 45—64 лет и 10,1 % более 65 лет.

## История
Хендерсон отметил своё 50-летие в 2003 году. Местечко Хендерсон появилось в 1940-х годах. Основной задачей города была добыча и переработка магния.
По образному выражению местных жителей, Хендерсон «родился для защиты Америки» за десять лет до начала Второй мировой войны. Первым крупным предприятием города стал магниевый завод. Завод поставлял магний для зажигательных боеприпасов и авиационных двигателей, рам и других деталей. Тем не менее, в 1947 году потребность в магнии снизилась, и большинство из 14 000 сотрудников завода были сокращены.
В 1947 году Департамент Военного имущества США фактически выставил город на продажу в качестве неиспользуемого имущества. В попытке спасти город штат Невада провел выездную оценку имущества с целью его приватизации местными коммерческими структурами. Через несколько дней после визита законодателями единогласно был одобрен законопроект, предоставлявший право приватизировать заводы на территории города.
16 апреля 1953 года с помощью усилий местных властей и бизнеса Хендерсон получил статус города. 23 мая 1953 года город с населением в 7410 человек избрал на пост первого мэра Джима Френча (англ. Dr. Jim French). Изначально площадь города составляла 34 км², однако город быстро начал расти и процветать. Официальный лозунг города «Хендерсон — место, которое можно называть своим домом».
Ныне в городе расположено множество крупных торговых центров, кинотеатров, ресторанов, казино и курортов. Хендерсон граничит с Лас-Вегасом.
В нескольких километрах от Хендерсона расположены международные аэропорты МакКаран (англ. McCarran) и Хендерсон-Экзекьютив (англ. Henderson Executive Airport).

## Образование

### Вузы
- Колледж штата Невада Невадийской системы высшего образования
- Университет Тоуро
- Университет Южной Невады.

### Школы
Кларкский школьный округ (Clark County School District): 29 школ І уровня и по 9 школ ІІ и ІІІ уровней.

## Интересные факты
В 1997 году при участии компании FOX был проведен конкурс среди поклонников мультсериала Симпсоны. Главным призом в нем стал реальный дом, копия дома Симпсонов, расположенный в городе Хендерсон, Рэд Барк Лэйн, 712. Дом выиграла Барбара Говард, 63-летняя пенсионерка из Редмонда, штат Кентукки.